# Rod Steiger
Rod Steiger (Westhampton, New York, 1925. április 14. – Los Angeles, Kalifornia, 2002. július 9.) Oscar-díjas amerikai színész. Játszott A názáreti Jézus, Doktor Zsivágó, A rakparton című filmekben.

## Korai évek
Apja Frederick Steiger, aki skót, német és francia származású is volt egyben. Rod sohasem ismerte, mivel apja anyjával, Lorraine Driverrel együtt egy utazó dal- és tánccsoport tagja volt, amíg utóbbi el nem hagyta a társulatot. Steiger az alkoholista anyja elől 16 éves korában menekült el, hogy csatlakozzon a második világháborúban harcoló amerikai haditengerészethez. A háború után New Jersey-be tért vissza, ahol egy színjátszó csoporthoz csatlakozott, mielőtt beiratkozott volna Stella Adler színiiskolájába, New Yorkban.

## Pályafutása
Steiger kezdetben, az 1950-es évek elején színházban játszott és élő tévéműsorokban szerepelt. Többek között 1953-ban epizódszerepet kapott  a Goodyear Television Playhouse-ban, ami után a stúdió egy hétéves szerződést akart vele kötni, de Steiger számára ez beskatulyázást jelentett volna, így visszautasította a szerep megfilmesítését, amelyet később sem bánt meg.  Ezt a szerepet végül Ernest Borgnine kapta meg, aki alakításáért  Oscar-díjat kapott a legjobb férfi főszereplő kategóriában.  Az 1954-es A rakparton című filmben nyújtott alakításáért jelölték a legjobb mellékszereplő díjára. 1959-ben az Al Capone című filmben alakította a címszerepet. 
A legjobb színész díjára jelölték a A zálogos (The Pawnbroker) című, 1965-ös Sidney Lumet filmbeli alakításáért, amikor egy holokauszttúlélőt formált meg. Szerepelt az Oklahoma! című musicalfilmben, ahol ő maga énekelt. Utána a Doktor Zsivágó-ban alakított, amely az egyik kedvenc szerepe volt. Az 1967-es Forró éjszakában című filmben Bill Gillespie-t formálta meg, amiért Oscar-díjat kapott.  1968-ban Az őrmester című filmben egy elnyomott homoszexuális férfit alakított. Történelmi személyeket is megformált, például Napóleont a Waterloo-ban (1970) vagy Mussolinit Mussolini végnapjaiban (1974). 1977-ben Franco Zeffirelli A názáreti Jézus című filmjében Poncius Pilátus szerepét kapta meg. Az olasz filmek közül az 1971-es Sergio Leone által rendezett, Egy maréknyi dinamitban szerepelt. A 90-es években egy Columbo filmben, a Hurrikánban, illetve az 1994-es A Specialistában is feltűnt. Steiger a hollywoodi Hírességek sétányán csillagot kapott.

## Magánélet
Élete során ötször házasodott meg, második feleségével, Claire Bloommal két filmben is együtt játszott. Házasságaiból összesen 3 gyermeke, 2 lánya és egy fia született.

## Halála
2002. július 9-én halt meg, egy műtétet követő tüdőgyulladás miatt.

## Filmjei
- 2002: Biliárd életre-halálra (Poolhall Junkies) … Nick
- 2001: Őszi utazás … Charley McCabe
- 2001: Muhammad Ali – Ahogy a világ látta (Muhammad Ali: Through the Eyes of the World)
- 2001: Jeges halál (The Flying Dutchman) … Ben
- 2000: Moby Dick (Animated Epics: Moby Dick) (szinkronhang)
- 2000: Az utolsó producer … Sheri Ganse
- 1999: Csavargó kutya 2. (Shiloh 2: Shiloh Season) … Doc Wallace
- 1999: Hurrikán (The Hurricane) … H.Lee Sorkin bíró
- 1999: Tűzforró Alabama (Crazy in Alabama) … Mead bíró
- 1999: Ítéletnap (End of Days) … Novak atya
- 1998: Vámpírok harca (Modern Vampires)
- 1998: Végzetes fotók (Legacy) … Sadler
- 1998: Ép testben… (Body and Soul)
- 1997: Balhorgok és jobbegyenesek (The Kid)
- 1997: Csavargó kutya (Shiloh)  … Doc Wallace
- 1997: Bosszú és igazság Új-Mexikóban (Truth of Consequences, N. M.) … Tony Vago
- 1997: Inkognitó (Incognito)  … Milton A. Donovan
- 1996: Támad a Mars! (Mars Attacks!) … Decker tábornok
- 1996: Idegroncsderbi (Carpool) … Mr. Hammerman
- 1995: Columbo - Testvéri szeretet (Columbo: Strange Bedfellows) … Vincenzo Fortelli
- 1995: Lovasbecsület (In Pursuit of Honor) … Owen Stuart ezredes
- 1995: OP Center … Boroda
- 1994: Az utolsó tetoválás (The Last Tattoo) … Frank Zane tábornok
- 1994: A specialista (The Specialist) … Joe Leon
- 1993: Kölcsönkapott idő  … Sepak
- 1993: A szomszéd (The Neighbor) … Myron Hatch
- 1992: Sinatra … Sam (Salvatore) ’Momo’ Giancana
- 1992: Villamosszék Kft. (Guilty as Charged) … Ben Kallin
- 1992: Az utolsó megbízatás (Due vite, un destino) … Frank Argento
- 1992: A játékos (The Player)
- 1991: Szolgálatban – Szürkületi gyilkosságok (In the Line of Duty: Manhunt in the Dakotas) … Gordon Kahl
- 1990: Érinthetetlenek (Men of Respect) … Charlie D’Amico
- 1989: Tennesse-i éjszakák (Tennesse Nights) … Prescott bíró
- 1989: Gyilkosság a paradicsomban (Passion and Paradise)  … Sir Harry Oakes
- 1989: Szorul a hurok (The January Man)
- 1988: Amerikai rémregény (American Gothic)
- 1987: Érezni a forróságot (Catch the Heat)  … Jason Hannibal
- 1986: Gideon kardja (Sword of Gideon) … Mordechai Samuels
- 1984: Rettegés Londonban (The Glory Boys) … David Sokarev professzor
- 1983: Gyilkosok között (The Naked Face) …  McGreavy hadnagy
- 1983: Verseny az Északi sarkért (Cook & Peary: The Race to the Pole) … Robert Peary
- 1981: The Chosen
- 1981: A varázshegy (Der Zauberberg) … Mynheer Peperkorn
- 1981: A sivatag oroszlánja (Lion of the Desert) … Benito Mussolini
- 1980: Aranyásók Alaszkában (Klondike Fever) … Soapy Smith
- 1980: A vadnyugat boszorkái (Cattle Annie and Little Britches)
- 1979: A rettegés háza (The Amityville Horror) … Delaney atya
- 1979: Vaskereszt 2. (Steiner – Das Eiserne Kreuz, 2. Teil) … Webster tábornok
- 1979: Szerelem és golyók (Love and Bullets) … Joe Bomposa
- 1978: Ö.K.Ö.L. (F.I.S.T.) … Madison szenátor
- 1977: A názáreti Jézus (Jesus of Nazareth) … Poncius Pilátus
- 1977: Egy bérgyilkos portréja (Protrait of a Hitman)
- 1975: Hennessy … Niall Hennessy
- 1975: Piszkoskezű ártatlanok (Les innocents aux mains sales) … Louis Wormser
- 1974: Mussolini végnapjai (Mussolini: Ultimo atto) … Benito Mussolini
- 1973: Lolly-Madonna XXX … Laban Feather
- 1973: Lucky Luciano … Gene Giannini
- 1971: Egy marék dinamit (Giù la testa) … Juan Miranda
- 1970: Waterloo … Bonaparte Napóleon
- 1969: A tetovált ember[forrás?] (The Illustrated Man) … Carl
- 1968: Az őrmester (The Sergeant)
- 1967: A lány és a tábornok (La Ragazza e il Generale) … tábornok
- 1967: Forró éjszakában (In the Heat of the Night) … Bill Gillespie
- 1965: A megboldogult (The Loved One) … Mr. Joyboy
- 1965: Doktor Zsivágó (Doctor Zhivago) … Komarovszkij
- 1964: A zálogos (The Pawnbroker) … Sol Nazerman
- 1964: A közönyösök (Gli indifferenti) … Leo
- 1963: Kezek a város felett (Le Mani sulla citte) … Edoardo Nottola
- 1962: A leghosszabb nap (The Longest Day) … romboló parancsnok
- 1961: A jel (The Mark)
- 1960: Hét tolvaj (Seven Thieves)
- 1959: Al Capone … Al Capone
- 1958: Cry Terror!
- 1957: Át a hídon (Across the Bridge) … Carl Schaffner
- 1956: Jubal
- 1956: Annál súlyosabb a bukásuk (The Harder They Fall)
- 1955: A nagy kés (The Big Knife) … Stanley Hoff
- 1955: Billy Mitchell haditörvényszéke (The Court-Martial of Billy Mitchell)
- 1955: Oklahoma! (Oklahoma!)
- 1954: A rakparton (On the Waterfront) … Charley Malloy
- 1951: Teresa
- 1950: Actor’s Studio (TV Sorozat)

## Fordítás
- Ez a szócikk részben vagy egészben  a   Rod Steiger című angol Wikipédia-szócikk fordításán alapul.  Az eredeti cikk szerkesztőit annak laptörténete sorolja fel. Ez a jelzés csupán a megfogalmazás eredetét és a szerzői jogokat jelzi, nem szolgál a cikkben szereplő információk forrásmegjelöléseként.